# 斯瓦里采維奇
51°42′26″N 26°15′54″E / 51.70722°N 26.26500°E
斯瓦里采維奇（烏克蘭語：Сварицевичі），是烏克蘭西北部的村莊，隸屬里夫內州的薩爾內區。該村始建於1450年，面積2.17平方公里，海拔高度151米，2001年人口2,080，人口密度每平方公里958.5人。